# (400280) 2007 RH310
(400280) 2007 RH310 es un asteroide perteneciente al cinturón de asteroides, descubierto el 5 de septiembre de 2007 por el equipo del Catalina Sky Survey desde el Catalina Sky Survey, Arizona, Estados Unidos.

## Designación y nombre
Designado provisionalmente como 2007 RH310.

## Características orbitales
2007 RH310 está situado a una distancia media del Sol de 2,256 ua, pudiendo alejarse hasta 2,569 ua y acercarse hasta 1,942 ua. Su excentricidad es 0,138 y la inclinación orbital 6,789 grados. Emplea 1237,88 días en completar una órbita alrededor del Sol.

## Características físicas
La magnitud absoluta de 2007 RH310 es 17,3.